# Toubalars
Cet article concerne le peuple toubalar. Pour la langue toubalare, voir Touba (langue).
Les Toubalars sont un groupe ethnique vivant dans la république de l'Altaï en Russie.

### Autres sources
- (ru) « Respublika Altaï,Petits peuples grand pays Малые народы большой страны », Фонд Николая Расторгуева